# 헤이룽장성 (만주국)
헤이룽장성(중국어 간체자: 黑龙江省, 정체자: 黑龍江省, 병음: Hēilóngjiāng, 한국어: 흑룡강성)은 만주국의 성이다. 약칭은 헤이(黑)이다.

## 역사
1932년(민국 원년) 1월 1일, 만주 지역을 점령한 관동군 참모 이타가키 세이시로(板垣征四郎)의 지원을 받은 장징후이(張景恵)가 헤이룽장성의 독립을 선언하고 스스로 성장(省長)에 취임하였으며, 성 정부를 룽장 현(龙江县)에 설치하였다.
1932년(대동 원년) 3월 9일, 만주국 정부는 《성공서관제》(省公署官制)에 의거하여 헤이룽장성 정부를 헤이룽장성 공서로 개편하였고, 마잔산(馬占山)을 성장으로 임명하였다. 같은 해 6월 27일, 자라이투기(札赉图旗), 궈얼뤄쓰후기(郭尔罗斯後旗), 두얼바이터기(杜尔伯特旗), 이커밍안기(伊克明安旗), 둥부터하팔기(东布特哈八旗), 치치하얼팔기(齐齐哈尔八旗), 모얼건팔기(墨尔根八旗)가 이관되었다. 같은 해 12월, 루방(胪浜), 쓰웨이(室韦), 치간(奇干), 휘룬 현(呼伦县)이 싱안베이 분성(興安北分省)에 이관되었다. 1934년(강덕 원년) 12월 1일, 룽장성(龙江省), 헤이허성(黑河省), 싼장성(三江省)으로 분할되었다.

## 같이 보기
- 만주국의 행정 구역
- 헤이룽장성